# Падіння Константинополя (1453)
Оборона Константинополя (грец. Ἅλωσις τῆς Κωνσταντινουπόλεως, Halōsis tēs Kōnstantinoupoleōs) — битва, що відбувалася між християнською Візантійською та ісламською Османською імперіями за володіння Константинополем. Почалася 6 квітня з облоги візантійської столиці турками-османами під командуванням султана Мехмеда II Фатіха. Візантійці, яких очолював імператор Костянтин XI, підтримали католицькі держави Венеції, Генуї та Святий Престол. Облога міста тривала 53 дні. 29 травня 1453 року, завдяки артилерії, Османське військо взяло Константинополь штурмом. Його падіння поклало край існуванню Візантійської імперії, перервало 1500-літню греко-римську традицію регіону й завдало великого удару по європейському християнському світу. Османи перенесли свою столицю до Константинополя, який перейменували на Стамбул. Перемога утвердила турецьке панування в східному басейні Середземномор'я та Балканах. У європейській історіографії падіння Константинополя вважається епохальною подією, що завершує добу Середньовіччя. В турецькій традиції називається завоювання Стамбулу (тур. İstanbul'un Fethi).

## Передумови

### Становище Візантії до 1453

Східне Середземномор'я у 1450-х:
Османи
Візантія
Венеційські території
Генуезькі території
Госпітальєри

Візантія, що успадковувала переважно територію, столицю та населення Східної Римської імперії, у XV столітті перебувала у стані занепаду. Тепер це була зовсім невелика держава, влада якої поширювалася лише на столицю — місто Константинополь з передмістями — і на частину території Греції (Мореї) з островами. Імперією ту країну можна було вважати лише умовно, бо правителі окремих її областей фактично не залежали від центральної влади.
Візантійська імперія існувала вже понад 1000 років, але її столиця, Константинополь, була захоплена лише одного разу, в четвертому Хрестовому поході 1204 року. Візантійці зуміли відбити свою столицю в 1261. Імперія, та й саме місто, про яке незадовго до падіння писав європейський мандрівник, що в ньому садів і городів більше, ніж будинків, до першої половини XV століття були у стані занепаду. Останні Палеологи були, по суті, володарями напівзруйнованого міста, в якому мешканців набиралося ледь 50 тисяч. Але завдяки існуванню самої імперії, а особливо її столиці та символу — Константинополя, на величезній території зберігалися принципи візантійської державності. Візантія мала величезний авторитет як батьківщина і опора православ'я — східної гілки християнської релігії. Імперія була оточена землями свого головного супротивника — мусульманської держави турків-османів, які бачили в Константинополі головну перешкоду поширенню своєї влади в регіоні.
Турецька держава, що швидко набирала міць, успішно боролася за розширення своїх кордонів і на заході, і на сході та давно готувала захоплення Константинополя. На самому початку XV століття, османський султан Баязид I направив свої війська під стіни великого міста, але похід цей збігся з нападом на турецькі володіння еміра Тимура. 1402 року турки зазнали від нього нищівної поразки при Анкарі, що фактично на півстоліття відстрочило новий рішучий похід на Константинополь. Нові спроби не вдавалися через династичні сварки в турецькій державі. Так, наприклад, був зірваний похід 1423 року, коли султан Мурад II був змушений зняти облогу міста через чутки про повстання в його державі і загострення придворних інтриг і підступів політичних супротивників.
Економічні та політичні інтереси країн регіону та сусідніх країн сприяли створенню неміцної, антитурецької коаліції, яка так і не була зафіксована офіційно. Турецького посилення боялися всі сусіди. Особливо воно зачіпало Геную і Венецію, що мали економічні інтереси в східній частині Середземномор'я, Угорщини, яка отримала на півдні, за Дунаєм, агресивно налаштованого потужного ворога — хрестоносців, які побоювалися втрати залишків своїх володінь на Близькому Сході, і, природно, Папу Римського, який небезпідставно хотів зупинити посилення і поширення ісламу разом з турецькою експансією. Однак у вирішальний момент потенційні союзники Візантії опинилися у полоні власних заплутаних проблем.

### Підготовка турків до війни

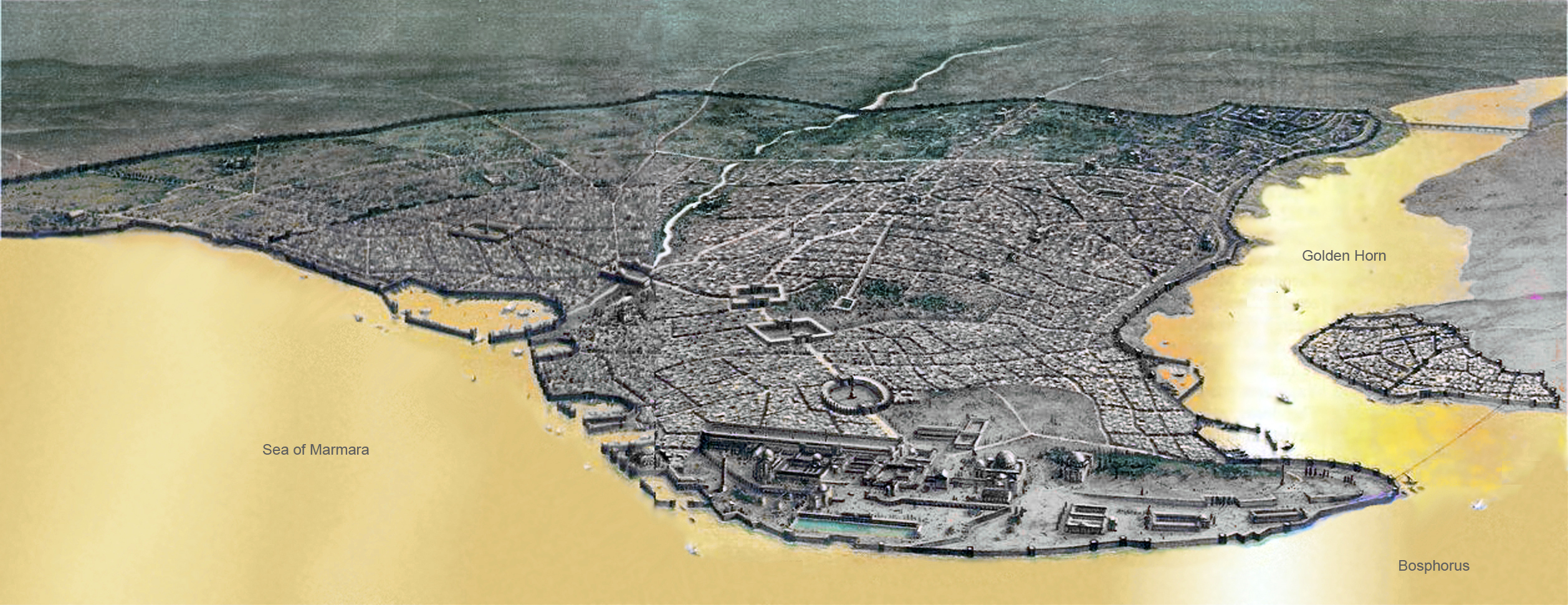
Константинополь за часів Візантії

Султан Мехмед II, що присягнувся взяти Константинополь, обережно і ретельно готувався до майбутньої війни, розуміючи, що йому доведеться мати справу з потужною фортецею, від якої вже не раз відступали армії інших завойовників. Особливу увагу Мехмед надавав артилерії. Взимку 1451–1452 років Мехмед почав будівництво фортеці у найвужчому місці протоки Босфора, відрізаючи тим самим Константинополь від Чорного моря. Візантійські посли, спрямовані Костянтином дізнатися про мету споруди, були відіслані назад без відповіді; послані повторно були полонені і обезголовлені. Це було негласним оголошенням війни. Фортеця Румелі-Хісари або Богаз-кесен (з турецького — «перерізання протоки») була добудована до серпня 1452 року, та встановлені на ній бомбарди стали розстрілювати візантійські кораблі, що ходять через Босфор в Чорне море і назад. Мехмед II після побудови фортеці підступив до стін Константинополя в перший раз, але, провівши біля стін близько трьох днів, відступив.
Восени 1452 року турки вторглися в Пелопоннес і напали на братів імператора Костянтина, щоб вони не зуміли прийти на допомогу столиці (Сфрандізі Георгій, «Велика Хроніка» 3, 3). А взимку 1452–1453 років почалися приготування до штурму самого міста. Мехмед видав наказ турецьким військам взяти всі ромейські міста на фракійському узбережжі. Він вважав, що всі минулі спроби взяти місто провалилися через відсутність підтримки облоги з моря. У березні 1453 року турки зуміли взяти Месемврію, Ахелон та інші укріплення на Понті. Сілімврія була обложена, ромеї блоковані в багатьох місцях, продовжували володіти морем і на своїх кораблях спустошували турецький берег. На початку березня турки розклали табір біля стін Константинополя, а в квітні почалися земляні роботи по облозі міста (Дука, «Візантійська історія»; 37–38).

#### Військові сили турків
Турецька армія складалася приблизно з 80 тисяч регулярних бійців, не рахуючи ополчення, башибузуків, яких було близько 20 тис., і декількох тисяч солдатів тилових служб. У флоті султана було 6 трирем, 10 бірем, 15 гребних галер, близько 75 фуст (невеликих швидкохідних суден), і 20 парандарій — важких вантажних барж для підвезення продовольства і матеріалів. Турецьким флотом командував правитель Галліполі Сулейман Балтоглу. Така кількість судів відразу ж визначила панування турків у Мармуровому морі.

### Становище інших держав
Найімовірнішими союзниками Костянтина були венеційці. Їхній флот вийшов в море лише після 17 квітня і отримав інструкцію чекати підкріплення біля острова Тенедос до 20 травня, а потім прориватися через Дарданелли на Константинополь. Генуя зберігала нейтралітет. Угорці ще не оговталися після недавньої поразки. Волоське князівство і сербські держави були у васальній залежності від султана, а серби навіть вислали допоміжні війська у султанську армію. Скандербег в Албанії був налаштований проти турків, але він також недолюблював візантійців і венеційців.

### Становище ромеїв

#### Система захисту Константинополя

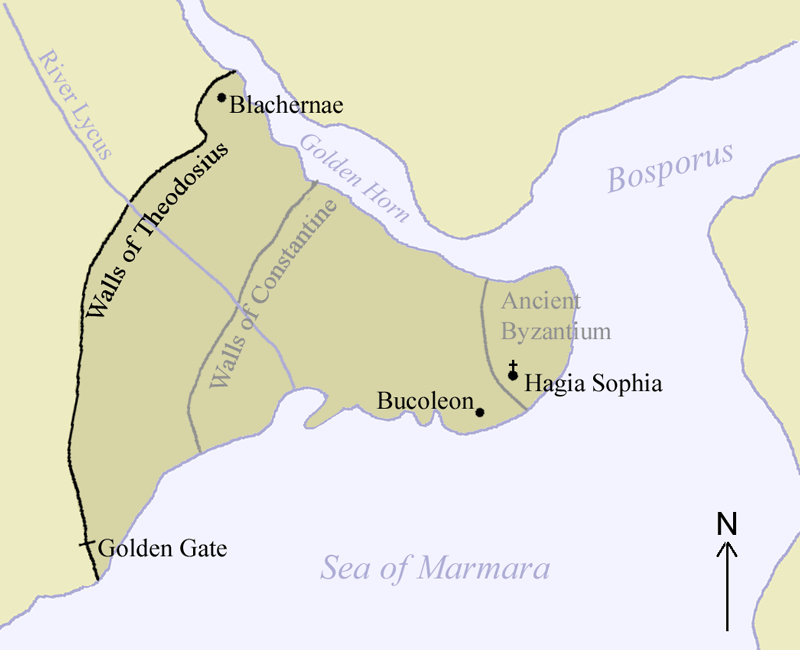
План стін Константинополя

Місто Константинополь розташоване на півострові, який утворюється Мармуровим морем і затокою Золотий Ріг. Міські квартали, що виходили на берег моря і берег затоки, були прикриті міськими стінами. Особлива система укріплень зі стін і веж прикривала місто із суходолу — із заходу. За оборонні стіни на березі Мармурового моря греки були відносно спокійні — морська течія тут була швидкою і не дозволяла туркам висаджувати десант під стіни. Вразливим місцем був Золотий Ріг. Візантійці тут розробили своєрідну оборонну систему.
Через вхід в затоку був протягнутий великий ланцюг. Відомо, що один кінець його кріпився на вежі Євгена на північно-східній частині півострова, а інший — на одній з веж кварталу Пера на північному березі Золотого Рогу (квартал був генуезької колонією). На воді ланцюг підтримували дерев'яні плоти. Турецький флот не міг увійти в Золотий Ріг і висадити десант під північні стіни міста. Ромейський флот, прикритий ланцюгом, міг спокійно робити ремонт в Золотому Розі.
Із заходу від Мармурового моря до межуючого із Золотим Рогом кварталу Влахерна тяглися стіни і рів. Рів був шириною близько 18 метрів, глибокий і міг бути заповнений водою. По внутрішній стороні рову був зубчастий бруствер. Між бруствером і стіною був прохід завширшки від 13 до 15 метрів, званий Періволос. Перша стіна була заввишки 8 метрів і мала захисні вежі на відстані від 46 до 91 метра одна від одної. За цією стіною був ще один внутрішній прохід на всьому її протязі шириною в 12–18 метрів, званий Паратіхіон. За ним височіла друга стіна заввишки 12 метрів з вежами квадратної або восьмикутної форми, які розташовувалися так, щоб прикрити проміжки між вежами першої стіни.
Рельєф місцевості в середині системи укріплень знижувався: тут в місто по трубі вливалась річка Лікос. Ділянка укріплення над річкою завжди вважався особливо вразливою через пониження рельєфу на 30 метрів, вона називався Месотіхіон. У північній частині фортечні стіни змикалися з укріпленнями кварталу Влахерні, що виступали із загального ряду; укріплення були представлені ровом, ординарної стіною і фортифікаційними укріпленнями імператорського палацу, побудованого впритул біля фортечної стіни ще імператором Мануїлом I.
У всій системі укріплень було також кілька воріт і потаємних хвірток.

#### Військові сили греків
Хоча стіни міста на той час дуже постаріли і обсипалися, оборонні укріплення ще були доволі міцними. Проте стрімкий спад населення столиці давав про себе знати дуже згубно. Позаяк саме місто займало дуже велику площу, солдатів для відбиття штурму явно бракувало. Всього придатних ромейських солдатів, не включаючи союзників, було близько 7 тисяч. Союзники були ще малочисленіші: наприклад, чисельність загону добровольців, який прибув з Генуї під командуванням Джованні Джустініані Лонго, становила близько 700 чоловік. Невеликий загін виставила колонія каталонців.
Грецький флот, що обороняв Константинополь, складався з 26 кораблів. 10 з них належали власне ромеям, 5 — венеційцям, 5 — Генуї, 3 — Криту, 1 прибув з міста Анкони, 1 з Каталонії і 1 з Провансу. Все це були високобортні безвесельні вітрильники. У місті було декілька гармат та значний запас списів і стріл. Вогнепальної зброї явно бракувало.
Основні сили ромеїв під командуванням самого Костянтина зосередилися біля найуразливішого місця, на Месотіхіоні, де річка по трубі проходить під фортечними стінами. Джустініані Лонго розташував свої загони праворуч від військ імператора, але потім приєднався до нього. Місце Джустініані зайняв інший загін генуезьких солдатів на чолі з братами Боккіарді. Загін венеційської громади під командуванням якогось Мінотто захищав Влахернский квартал. Південніше Місотіхіона знаходився ще один загін генуезьких волонтерів під командуванням Каттанео, грецький загін під командуванням родича імператора Феофіла Палеолога, загін венеційця Контаріні і грецький загін Димитрія Кантакузина.
Стіни, що виходять на берег Мармурового моря, охороняв загін венеційця Джакобо Контаре і грецьких ченців. Це були, загалом, сторожові загони, бо швидка течія та скелі все одно не дозволяли кораблям супротивника підійти впритул до берега. Далі стояли нечисленні загони каталонця Пере Хуліа, кардинала Ісидора, і якогось принца Орхана, який оскаржував у султана Мехмеда II права на турецький престол.
Берег Золотого Рогу захищали венеційські і генуезькі моряки під керівництвом Габріеле Тревизана. Всім флотом в затоці командував Альвізе Діедо. У резерві в місті стояли загони Луки Нотараса і Никифора Палеолога. Десять суден було виділено для охорони ланцюга біля входу в Золотий Ріг, загальне керівництво тут було у генуезця Соліго.
Візантійці намагалися застосувати для оборони Константинополя свою нечисленну артилерію, але майданчики на баштах не були пристосовані для артилерійської стрільби, і при віддачі гармати руйнували свої ж укріплення.

### Розташування турецької армії
Турки почали облогу, оточивши місто 6 квітня. Частина військ під командуванням Заганос-паші вийшла до висот на північ від затоки Золотий Ріг, де можна було контролювати квартал Перу (генуезька колонія), застерігаючи нейтральних генуезців від спроб допомогти ромеям. Від південного берега Золотого Рогу до річки Лікос розташувалися регулярні війська Караджа-паші. Він мав у своєму розташуванні численну артилерію, яку відразу став зосереджувати проти Влахернського кварталу. По обидва боки річки Лікоса стояли яничари — особиста гвардія султана Мехмета.

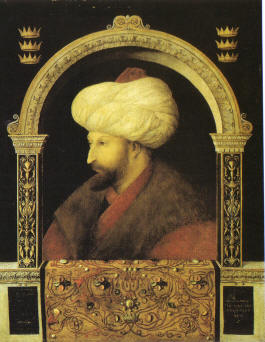
Султан Мехмед II Завойовник

На правому фланзі нападників, від табору яничарів до берега Мармурового моря, стояли регулярні війська Ісхак-паші. На відміну від військ Караджа-паші, набраних в європейській частині турецького держави, вони були створені на базі азійських, анатолійських володінь султана. Мехмед II не довіряв до кінця Ісхак-паші, тому до нього приставили Махмуд-паша, який відбувався з візантійського роду Ангелів, але прийняв іслам і став одним з найвірніших прихильників султана Мехмеда.
Позаду регулярних військ особливим табором розташувалися башибузуки, нерегулярні частини, що воюють за право здобичі. Їх передбачалося кидати в будь-якому потрібному напрямку. Перед своїми позиціями турки викопали траншею, з неї звели земляний вал із частоколом, щоб запобігати вилазкам візантійців. Турецький флот мав основну стоянку на Босфорі, його головним завданням був прорив укріплень Золотого Рогу, крім того, кораблі мали блокувати місто і не допустити допомоги Константинополю з боку союзників.
Султан Мехмед послав парламентерів з пропозицією здатися. У разі здачі він обіцяв міському населенню збереження життя і майна. Імператор Костянтин відповів, що готовий заплатити будь-яку данину, навіть непосильну, і віддати будь-які території, але відмовився здати місто. Разом з тим Костянтин наказав венеційським морякам промарширувати по міських стінах, демонструючи, що Венеція є союзником Константинополя. венеційський флот був одним з найсильніших в Середземноморському басейні, і це повинно було подіяти на рішучість султана. Попри відмову, Мехмед віддав наказ готуватися до штурму. Загалом, турецьке військо мало високий моральний дух і рішучість, на відміну від ромеїв.

## Облога Константинополя

### 2 квітня— 5 квітня
Передові загони турків вийшли до міста 2 квітня, відразу ж після свята Воскресіння Христового. Жителі міста негайно зробили вилазку і вбили кілька турків. Однак наближення всього Османського війська змусило ромеїв відійти до міста, зруйнувати мости через рови і закрити міські ворота. Імператор Костянтин також наказав протягнути ланцюг через Золотий Ріг.
5 квітня до столиці підійшла основна частина турецької армії.
6 квітня Константинополь був повністю блокований. Першими діями турецької армії були атаки на форти, що знаходилися поза міськими стінами. Один з грецьких фортів перебував у Ферапії, на пагорбі біля берегів Босфора, інший — у селі Студіос на березі Мармурового моря. Форт в Ферапії захищався два дні, форт у селі Студіос був зруйнований турецькими артилеристами протягом декількох годин. Захисники фортів що залишилися в живих були демонстративно посаджені на палю на очах обложених городян Константинополя. Тільки вежа на острові Прінкіпос чинила опір. Але і це укріплення було взято турками, захисники башти були перебиті, а жителі міста продані в рабство (Халконділ Лаонік).

### 6 квітня— 18 травня

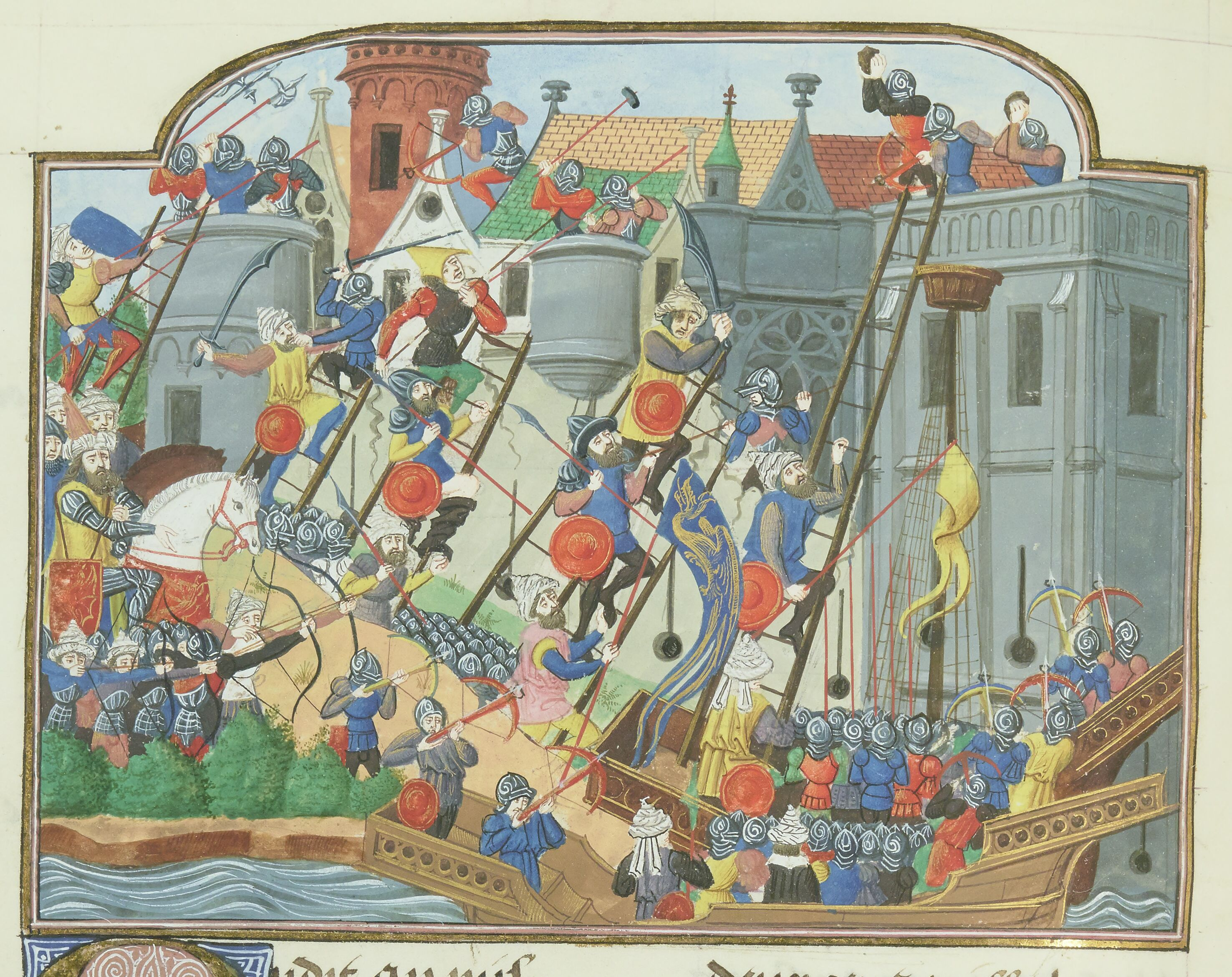
Облога міста

Перша половина квітня пройшла в незначних сутичках. 9 квітня турецький флот підійшов до ланцюга, що перекривав Золотий Ріг, але був відбитий і повернувся до Босфору. 11 квітня турки сконцентрували важку артилерію навпроти стіни над руслом річки Лікоса і почали бомбардування, яке тривало 6 тижнів. Важкі гармати постійно сповзали зі спеціальних платформ у весняну багнюку. Потім турки підвезли дві величезні бомбарди, одна з яких, названа Базилікою, була побудована відомим угорським інженером Урбаном і спричиняла величезні руйнування в стінах укріплень Константинополя. Бомбарда, побудована Урбаном, мала ствол завдовжки 8–12 метрів, калібр 73–90 сантиметрів та метала 500-кілограмові ядра.
Проте у квітневому болоті гармата Урбана змогла проводити не більше семи пострілів на день. Одну з бомбард встановили проти імператорського палацу, іншу — проти воріт Романа. Крім того, султан Мехмед мав багато інших гармат (Халконділ Лаонік, «Історія»; 8).
12 квітня турки на кораблях атакували ланцюг, що перекривав вхід в бухту Золотий Ріг. Атака вилилася в морський бій з кораблями, що прикривали ланцюг зовні. Турки підпливли до них і намагалися підпалити або взяти на абордаж. Вищі кораблі греків, венеційців і генуезців-волонтерів змогли відбити атаку і навіть перейти в контратаку, спробувавши, у свою чергу, оточити турецькі кораблі. Турки змушені були відійти в Босфор.
18 квітня турки почали штурм стіни, яка знаходилася над Лікосом. Після заходу сонця вони кинулися на укріплення, намагаючись підпалити зведені ромеями дерев'яні укріплення і розтягнути бочки з землею. Загони Джустініані Лонго змогли відбити атаку, причому ніби навіть без втрат.
20 квітня до Константинополя з півдня підійшли три генуезькі галери, найняті Папою Римським, з вантажем продовольства і зброї. По дорозі до них приєднався з таким же вантажем імператорський корабель під командуванням якогось Флатанелоса. Турецькі командири, побачивши це, віддали наказ вступити в бій, маючи мету захопити кораблі. Генуезці і греки пришвартували свої кораблі один до одного, і стали відбивати спроби турецьких матросів взяти їх на абордаж. Греки вміло користувалися висотою своїх бортів і сокирами рубали руки і голови туркам, які намагалися видертися на християнські кораблі зі своїх невисоких судів. Зрештою, всі чотири кораблі, що нагадували одне величезне укріплення з чотирма вежами, були знесені вітром і течією до ланцюга, що перегороджував шлях у Золотий Ріг. Тут у справу вступив весь ромейський флот, до того ж настала ніч, і турецькі командири не зважилися продовжувати бій. Султан Мехмед II змістив адмірала Балтоглу і велів бити його палицями.
21 квітня турецькі артилеристи вели обстріл міських стін, і одна з веж (Віктінієва вежа) біля річки Лікос звалилася, зовнішня стіна перед нею також лежала в руїнах. Ймовірно, що якби був відданий наказ про штурм, то становище ромеїв стало б невідрадним, але наказу не було, бо сам султан Мехмед виїхав на північний берег Золотого Рогу.
22 квітня турецькі загони через Галатський пагорб зуміли суходолом протягти в обхід ланцюга свої військові кораблі, використавши для цього спеціальні візки і дерев'яні рейки на кшталт трамвайних. Турецька артилерія в цей час вела відволікаючий вогонь по ланцюгу у Золотого Рогу. Зібрані вози з литими колесами були спущені на воду, підведені під корпусу турецьких суден, а потім за допомогою биків їх витягнуто на берег разом з судами. У вози запрягли биків, і ті потягли кораблі по дерев'яних рейках повз кварталу Перу з Босфору через пагорби до північного берега Золотого Рогу. Турки таким способом зуміли перетягнути близько 70 кораблів.
Приголомшені греки не знали, що робити. Згідно з однією з версій, венеційці пропонували провести рішучу атаку всіма наявними суднами на турецькі кораблі або висадку десанту на північний берег Золотого Рогу, щоб відрізати спущені на воду судна від берегового прикриття і не встигли добратися до кораблів турецьких моряків. Рішення, мабуть, приймалося довго і в суперечках.
28 квітня нічна атака силами венеційських і генуезьких кораблів була нарешті зроблена. Їм було поставлено завдання спалити турецькі судна, але атака була відбита турками і вогнем бомбард. Не виключено, що турки були попереджені про диверсію. 29 квітня турецькі солдати стратили всіх захоплених у полон християнських моряків з однієї затопленої венеційської галери. Ромеї, побачивши це, своєю чергою на фортечних стінах постинали голови усім турецьким бранцям, що потрапили в полон раніше.
У цілому, ситуація складалася на користь турків. Вони змогли вийти в затоку Золотий Ріг, і хоча там ще залишався християнський флот, відтепер безпечно виходили в затоку. У затоці була лише частина турецького флоту, друга його половина залишалася у водах Босфору, і греки були змушені тримати свій флот біля ланцюга, щоб перешкодити з'єднатися обом частинам турецького флоту.
Крім того, за наказом султана Мехмеда, турецькі інженери спорудили понтонний міст через західний край затоки Золотий Ріг і зв'язали свої основні сили і військо Заганос-паші на північному березі затоки. Будівництво понтонного мосту, що складався зі зв'язаних попарно винних бочок, велося під прикриттям перекинутих в затоку турецьких кораблів. Після прориву частини флоту в затоку, турки встановили в затоці на плоти частину своєї артилерії і стали обстрілювати Влахернський квартал з двох сторін: з суші і з моря. Протягом місяця вони били по стінах ядрами і завдавали грекам значної шкоди.
3 травня одна венеційська бригантина під турецьким прапором і з матросами, переодягненими в турецький однострій, під покровом ночі таємно вийшла за ланцюг і вирушила на пошуки венеційського флоту — місту терміново була потрібна підтримка. венеційський флот весь цей час накопичував сили і чекав підкріплення біля острова Тенедос. 5 і 6 травня турки вели постійний обстріл, явно готуючись до штурму. Греки чекали, що буде дві атаки: із заходу на фортечні стіни і через затоку за допомогою флоту.
Однак 7 травня турецькі загони зробили штурм тільки із західного напрямку. Ймовірно, що вони не зважилися проводити операцію на очах християнського флоту. Головний удар спрямовувався до міської стіни біля Месотіхіона. Завзятий нічний бій тривав кілька годин, проте ромеї зуміли відстояти укріплення і не дали туркам прорватися крізь проломи у стінах.
У ніч на 13 і 14 травня турки зробили ще одну спробу штурму, цього разу Влахернського кварталу. Ромеї відбили штурм, але для цього треба було зняти з кораблів частина матросів, бо нестача солдатів була вже досить відчутною.
Зруйнувавши в деяких місцях стіни за допомогою гармат, турки приступили до самих укріплень і стали завалювати рови. Вночі ромеї розчищали рови та зміцнювали пробої колодами й кошиками із землею. 18 травня турецькі артилеристи зуміли зруйнувати вщент вежу святого Романа. Вони підтягли туди облогову машину і поставили її поверх рову. За словами Сфрандізі, після цього почався жахливий бій. Відбивши всі атаки, ромеї вночі зуміли частково відновити вежу Романа та спалити облогову машину турків.
16 травня турки почали вести підкоп під стіни біля Влахернського кварталу, в той же час їхні кораблі під звуки труб і барабанів 16, 17, і 21 травня підходили до ланцюга у Золотого Рогу, намагаючись привернути до себе увагу, щоб приховати від греків шум підкопу, але ромеї зуміли все-таки виявити підкоп і стали вести контр-підкопи. Підземна мінна війна закінчилася на користь обложених, вони підривали і затоплювали водою проходи, вириті турками. 23 травня ромеї зуміли підвести під тунель міну і підірвати його. Після такої невдачі турки відмовилися від подальших спроб робити підкопи (Сфрандізі, «Велика Хроніка» 3, 3).
18 травня до рову навпроти стін Месотіхіона турки змогли підтягти величезну вежу з дерев'яним каркасом і покриттям з верблюжих і буйволячих шкур. Під прикриттям вежі вони стали засипати рів. З вершини вежі велася стрілянина по стінах, не давала ромеям перешкодити турецьким землекопам. Проте вночі хтось із греків підповз до башти і зміг закласти під неї бочку з порохом. Вежа вибухнула, турецькі землекопи були перебиті або розбіглися, а обложені розчистили рів і заклали знову проломи в стіні.

### 19 травня— 29 травня
23 травня повернулася венеційська бригантина, яка не знайшла союзного флоту, а 24 травня сталося місячне затемнення, яке було сприйнято обложеними як поганий знак. Імператору Костянтину пропонували таємно вибратися з міста і очолити знову зібрані сили десь за його межами. Однак Костянтин відмовився, вважаючи, що без вождя місто швидко впаде, а разом з ним — і вся імперія. Обложені вступили в переговори з турками, пропонуючи зняти облогу за викуп і сплату данини в майбутньому, але Мехмед II заломив небачений розмір викупу або запропонував залишити всім мешканцям місто з пожитками, обіцяючи безперешкодно всіх випустити. Греки не прийняли цих умов.
25 травня султан Мехмед зібрав раду, на якому було, всупереч думці маловірів, ухвалено рішення про генеральний штурм міста. 26 і 27 травня Константинополь зазнав сильного бомбардування. Турецькі артилеристи спорудили спеціальні платформи ближче до стіни і витягнули на них важкі гармати, щоб стріляти по стінах в упор.
28 травня 1453 року, в понеділок, оголошений день відпочинку в турецькому таборі, щоб воїни набралися сил перед вирішальним боєм. Поки солдати відпочивали, султан планував, кому куди наступати. Вирішальний удар наносився в районі річки Лікос, де стіни були сильно зруйновані. Турецький флот повинен був висадити матросів і на узбережжі Мармурового моря, і на узбережжя Золотого Рогу, де ті повинні були штурмувати стіни, відволікаючи греків від місця головного удару. Особливий загін Заганос-паші повинен був пройти по понтонного мосту через Золотий Ріг і атакувати Влахернський квартал.
У ніч з 28 на 29 травня турецькі війська по всій лінії пішли на штурм. У Константинополі піднялася тривога і всі здатні носити зброю зайняли свої місця на стінах і у проломів. Сам імператор Костянтин брав особисту участь у боях і відбивав натиск за стінами поблизу воріт святого Романа (Дука, «Візантійська історія»; 39). Втрати турків були дуже великі. У першій хвилі атакуючих було дуже багато башибузуків, нерегулярні війська яких султан кинув на стіни, щоб вони ціною своїх життів знесилили захисників міста. У лавах башибузуків були турки, слов'яни, угорці, німці і італійці. Їх забезпечили приставними сходами. Атака їх була загрозливою лише на ділянці Лікоса, в інших місцях башибузуків легко відбивали. У районі Лікоса обороною керував Джустініані Лонго, тут також були зосереджені всі мушкети і пищалі, що були у місті.
Після двогодинного бою турецькі командири дали команду башибузуків відступити. Ромеї стали відновлювати тимчасові загородження в проломах. У цей час турецькі артилеристи відкрили вогонь по стінах, а на штурм була послана друга хвиля — регулярні турецькі війська Ісхак-паші. Анатолійці атакували від узбережжя Мармурового моря до Лікоса включно. У цей час артилерія вела щільний вогонь по стінах. Джерела повідомляють, що і атака, і обстріл з гармат велися одночасно.
Ромеї успішно відбивали атаки, але десь вранці вдалий постріл з величезної гармати «Базиліки», тієї, що була відлита угорським інженером Урбаном, повалив укріплення і зробив великий пролом в стіні. Три сотні анатолійців змогли увірватися в пролом, але були оточені греками і перебиті. На інших ділянках укріплень штурм поки теж було відбито.
У той же вечір Костянтин XI, звернувшись до народу, виголосив промову, яку Е. Гібон назвав «епітафією Римської імперії», в якій апелював як до релігійних почуттів християн, так і до античної історії.
Третя атака на місто велася яничарами, яких сам султан Мехмед довів до фортечного рову. Яничари йшли двома колонами. Одна штурмувала Влахернський квартал, друга йшла на пролом в районі Лікоса. У тому місці, де стіни Влахернського кварталу з'єднувалися з основними міськими укріпленнями, яничари виявили таємну хвіртку Керкопорту, через яку ромеї робили вилазки. Через неї турки пройшли в місто.
У той же час в районі Лікоса свинцевою кулею чи осколком ядра був поранений Джустініані Лонго, його почали виносити з поля бою, і багато генуезців через його відсутність піддалися паніці і стали безладно відступати. Вони полишили в обороні венеційців і греків на чолі з самим імператором Костянтином. Турки помітили сум'яття серед міщан, а один відділ числом в 30 чоловік на чолі з якимось велетнем Хасаном зміг увірватися в прохід. Половина з них і сам Хасан були миттєво вбиті, але інші закріпилися, і до них на допомогу підходили все нові й нові юрби атакуючих яничар. Імператор Костянтин з групою найвідданіших сподвижників кинувся в контратаку і був убитий в рукопашній сутичці. Разом з ним загинув і Феофіл Палеолог. Турки не впізнали імператора і залишили того лежати на вулиці як простого воїна (Дука, «Візантійська історія», 39).
Піднявшись нарешті на стіну, передові турецькі загони розсіяли захисників і стали відкривати ворота. Також вони продовжували тіснити ромеїв, щоб ті не змогли цьому завадити (Сфрандізі, «Велика Хроніка» 3, 5). Коли дедалі більше і більше турків стали пробиватися до міста, серед обложених почалася паніка. венеційці і генуезці (ті, що тримали нейтралітет) стали прориватися до затоки, щоб сісти на судна й утікати з міста. Греки розбігалися й ховалися. Деякі візантійські загони, каталонці і особливо турки принца Орхана продовжували вести бій на вулицях, багато хто з них билися на смерть, розуміючи, що у разі здачі султан Мехмед просто б замучив їх.
Брати Боккіарді оборонялися на стінах біля Керкопорти, але паніка змусила зробити їх прорив до моря. Паоло був убитий, але двоє інших — Антоніо і Троїло встигли пробитися. Командувач венеційців Мінотто був оточений у Влахернському палаці і взятий в полон. Багато чоловіків і жінок зібралися біля колони Костянтина Великого, бо, відповідно до одного з пророцтв, як тільки турки дійдуть до цієї колони, з неба зійде ангел і передасть царство і меч невідомій людині, що стоятиме біля цієї колони, і яка, очоливши військо, отримає перемогу.
На південь від Лікоса захищалися загони Філіппо Контаріні і грека Димитрія Кантакузина. Після оточення вони були частково перебиті, частково взяті в полон, включно з командирами. Відповідальний за оборону в районі Акрополя, кардинал Ісидор, утік, змінивши свою зовнішність. Габріель Тревизан також занадто пізно оцінив ситуацію, не зміг вчасно спуститися з стін і був захоплений турками. Альвізе Дієдо з кількома генуезькими кораблями зумів втекти.
Італійці, венеційці і греки змогли прорватися до суден, відімкнули ланцюг, що закривав вхід у Золотий Ріг, і в більшості своїй змогли втікти у відкрите море. Відомо, що семи генуезьким кораблям, п'яти кораблям імператора і більшості венеційських суден вдалося втікти. Турки особливо не перешкоджали, побоюючись тривалої війни з Венецією, Генуєю і можливими союзниками цих держав. Бій у самому місті тривав цілий день, полонених у турків було дуже мало, близько 500 ромейських солдатів і найманців, інші захисники міста або втекли, або були вбиті.

## Наслідки

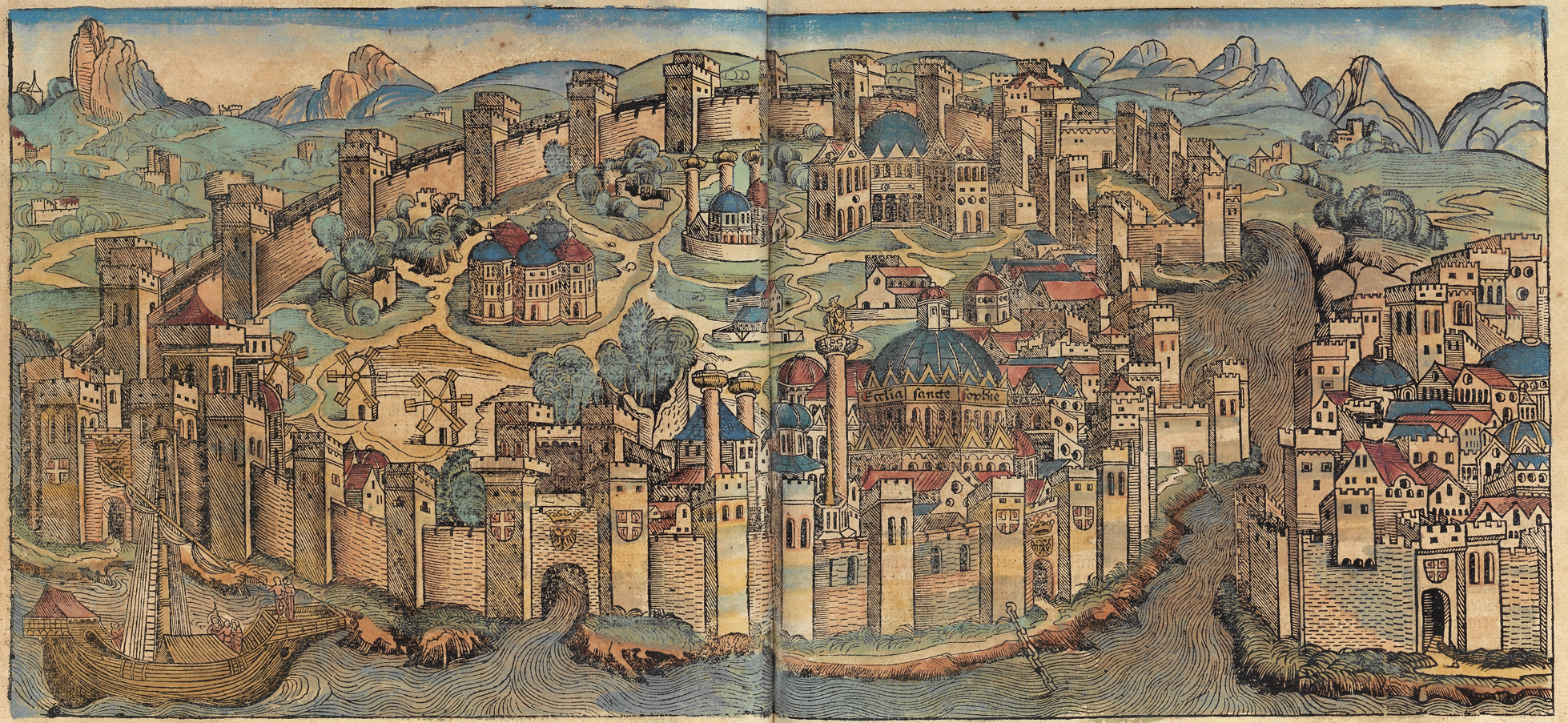
Константинополь наприкінці XV століття

Сфрандзі пише, що вже після того, як закінчився штурм і місто було взято, тіло імператора Костянтина зуміли знайти і впізнати лише за царськими чоботами з орлами, які той носив. Султан Мехмед, дізнавшись про це, наказав виставити голову Костянтина на іподромі, а тіло поховати з царськими почестями (Сфрандізі, «Велика Хроніка» 3, 9). За іншими джерелами (Дука) голова Костянтина була піднята на колону на форумі Августа.
Незабаром султан довідався, що угорець Урбан пропонував свої послуги і Костянтину, але візантійська знать не бажала витрачати власні кошти, а у Костянтина не було грошей. Урбан намагався переконати Мехмеда, що вирішив в такий спосіб допомогти йому завоювати Константинополь. Дізнавшись про таку страшну зраду, султан наказав стратити Урбана і всю візантійську знать.
Костянтин був останнім з імператорів ромеїв. Зі смертю Костянтина XI, Візантійська імперія припинила своє існування. Її землі увійшли до складу Османської держави. Грекам султан дарував права самоврядної громади всередині імперії, на чолі громади повинен був стояти Патріарх Константинопольський, відповідальний перед султаном.
Сам султан, вважаючи себе наступником візантійського імператора, прийняв титул Кайзер-і Рум (Цезар Риму). Цей титул носили турецькі султани до закінчення Першої світової війни.
Багато істориків вважають падіння Константинополя ключовим моментом у європейській історії, що відокремлює Середньовіччя від епохи Відродження, пояснюючи це крахом старого релігійного порядку, а також застосуванням під час битви нових військових технологій, таких, як порох і артилерія. Багато університетів Західної Європи поповнилися грецькими вченими, що втікали з Візантії, і це відіграло чималу роль у подальшій рецепції римського права.
Падіння Константинополя також перекрило головний торговий шлях з Європи до Азії, що змусило європейців шукати новий морський шлях і, можливо, призвело до відкриття Америки і початку Доби великих географічних відкриттів.
Однак більшість європейців вважала, що загибель Візантії стала початком кінця світу, бо тільки Візантія була спадкоємицею Римської імперії. Із загибеллю Візантії могли початися жахливі події в Європі: епідемії чуми, пожежі, землетрусу, посухи, повені і, звичайно, напади чужинців зі Сходу. Тільки наприкінці XVII століття натиск Туреччини на Європу ослабнув, а ближче до кінця XVIII століття Туреччина почала втрачати свої землі.